# 熊本市立桜木東小学校
熊本市立桜木東小学校（くまもとしりつ さくらぎひがししょうがっこう）は、熊本県熊本市東区桜木六丁目にある公立小学校。

## 沿革
- 1998年 - 熊本市立桜木小学校より分離し開校
- 2008年 - 創立10周年式典開催

## 歴代校長
- 1998年 - 上田由理子
- 2001年 - 堀内徹也
- 2006年 - 上内伸介

## 委員会
- 放送委員会
- 体育委員会
- 環境美化安全委員会
- 緑化栽培委員会
- 生活委員会
- 掲示委員会
- 計画集会委員会
- 保健委員会
- 音楽委員会
- 図書委員会

## 部活動

### 運動部
- サッカー部
- バドミントン部
- 女子バスケット部
- 総合運動部

### 文化部
- 音楽部

## 著名な出身者
- 田中瑞希 - プロゴルファー

## 学校周辺
- 益城熊本空港IC